# Alessio Besio
Alessio Besio (* 18. März 2004 in St. Gallen) ist ein Schweizer Fussballspieler.

## Karriere

### Verein
Besio begann seine Laufbahn beim FC St. Gallen. Am 21. Mai 2021, dem 36. Spieltag der Saison 2020/21, gab er beim 2:1 gegen den Servette FC sein Debüt für die erste Mannschaft in der erstklassigen Super League, als er in der Startelf stand und in der 45. Minute das zwischenzeitliche 2:0 für den FCSG erzielte. Dies blieb sein einziger Profieinsatz in dieser Spielzeit. Bis Saisonende spielte er zudem dreimal für die zweite Mannschaft in der viertklassigen 1. Liga, wobei er zwei Tore schoss.
Im Sommer 2023 wechselte der Stürmer nach Deutschland und schloss sich dem Drittligisten SC Freiburg II an. Zur Saison 2025/26 wurde er an den SC Verl verliehen.

### Nationalmannschaft
Besio debütierte im September 2021 gegen Deutschland für die Schweizer U-19-Auswahl. 2023 folgten Einsätze in der U-20 und U-21.